# Dave Meltzer
David Allen Meltzer (nascido em 24 de outubro de 1959) é um jornalista americano e historiador do esporte que faz reportagens sobre luta livre profissional e artes marciais mistas .
Desde 1983, ele é o editor do Wrestling Observer Newsletter (WON). Ele também escreveu para o Oakland Tribune, Los Angeles Times, Yahoo! Sports e The National Sports Daily . Ele cobriu extensivamente artes marciais mistas desde o UFC 1 em 1993 e atualmente cobre o esporte para o SB Nation. Ele foi chamado de "o repórter mais talentoso do jornalismo esportivo" por Frank Deford da Sports Illustrated.
Ele também é um palestrante frequente sobre muitos aspectos dos negócios de MMA, luta livre profissional e boxe na Graduate School of Business da Universidade de Stanford.
Meltzer nasceu na cidade de Nova York,  e viveu no interior do estado de Nova York até os dez anos,  antes de sua família se estabelecer em San Jose, Califórnia.  Meltzer formou-se em jornalismo pela Universidade estadual de San Jose e começou como redator de esportes do Wichita Falls Times Record News e do Turlock Journal . Ele demonstrou interesse em luta profissional e uma abordagem jornalística a ela desde cedo. Meltzer escreveu várias publicações relacionadas ao wrestling anteriores ao WON, que datam de 1971. O mais notável deles foi o California Wrestling Report, ca. 1973–1974, que reportou sobre os territórios ainda existentes da National Wrestling Alliance operando em Los Angeles e San Francisco.

## Wrestling Observer
O início do Wrestling Observer Newsletter (WON) remonta a 1980, quando Meltzer começou uma votação anual entre aqueles com quem ele se correspondia sobre luta profissional. De acordo com Meltzer, ele era apenas um fã no início. Pouco tempo depois, ele começou a manter uma lista de troca de fitas e, ocasionalmente, enviava resultados de lutas e atualizações de notícias junto com atualizações de fitas. Meltzer afirmou que queria manter seus amigos da faculdade "informados" sobre o comércio de fitas e também sobre os negócios, já que as principais revistas de luta livre atendiam a um público um pouco mais jovem.

## Sistema de classificação por estrelas e impacto
Meltzer popularizou o sistema de classificação por estrelas (desenvolvido por Jim Cornette e seu amigo de infância Norm M. Dooley), que avalia as lutas em uma escala de zero a cinco estrelas (às vezes indo para cinco estrelas negativas no caso de muito combinações ruins) de maneira semelhante à usada por muitos críticos de cinema.
Meltzer também deu classificações que ultrapassaram as cinco estrelas. A primeira luta que Meltzer deu uma classificação acima de cinco estrelas foi Ric Flair vs. Ricky Steamboat em um show de 18 de março de 1989 World Championship Wrestling, que recebeu uma avaliação de seis estrelas. A melhor pontuação que ele já classificou em uma luta foi de sete estrelas (*******), dadas a Kazuchika Okada e Kenny Omega por sua partida no Dominion 6.9 em Osaka-jo Hall em junho de 2018.
Lutadores, como Bret Hart, escreveram como ficaram orgulhosos quando suas atuações foram elogiadas no WON.

## Prêmios e realizações
- Cauliflower Alley Club
  - James Melby Historian Award (2017) [9]
- George Tragos/Lou Thesz Professional Wrestling Hall of Fame
  - Jim Melby Award (2016)